# غرة رمضان
غرة رمضان هو أول أيام شهر رمضان وهو شهر الصيام في الإسلام وكان المسلمون في ما مضى يرجعون في تحديده إلى معاينة الهلال امتثالا لصريح قول رسول الإسلام محمد ، أما حاليا وبعد التطور الفلكي انقسمت الدول الإسلامية وانقسمت تبعا لها الأقليات الإسلامية المنتشرة في أصقاع الأرض فهناك عدد من الأمصار الإسلامية تتبع نهج الحساب الفلكي في دخول الشهر مثل عمان وليبيا وكذلك المجلس الأوروبي للإفتاء وكذلك يذهب هذا المذهب مسلمو أمريكا وهولندا وفرنسا، وهم في ذلك يعتمدون على تفاسير للنصوص الشرعية الثابتة من الكتاب والسنة، بينما في المقابل وأثناء اجتماع عقدته هيئة كبار العلماء في السعودية يوم 26 أغسطس 2008 رفض المجتمعون اعتماد الحساب الفلكي في تحديد غرة الشهر استنادا لتفسيرهم ثلاثة أحاديث صحيحة.

## انظر
- غرة شوال
- رمضان